# Willys Jeep Truck
Willys Jeep Truck – samochód osobowy klasy średniej produkowany pod amerykańską marką Willys w latach 1947–1965.

## Historia i opis modelu

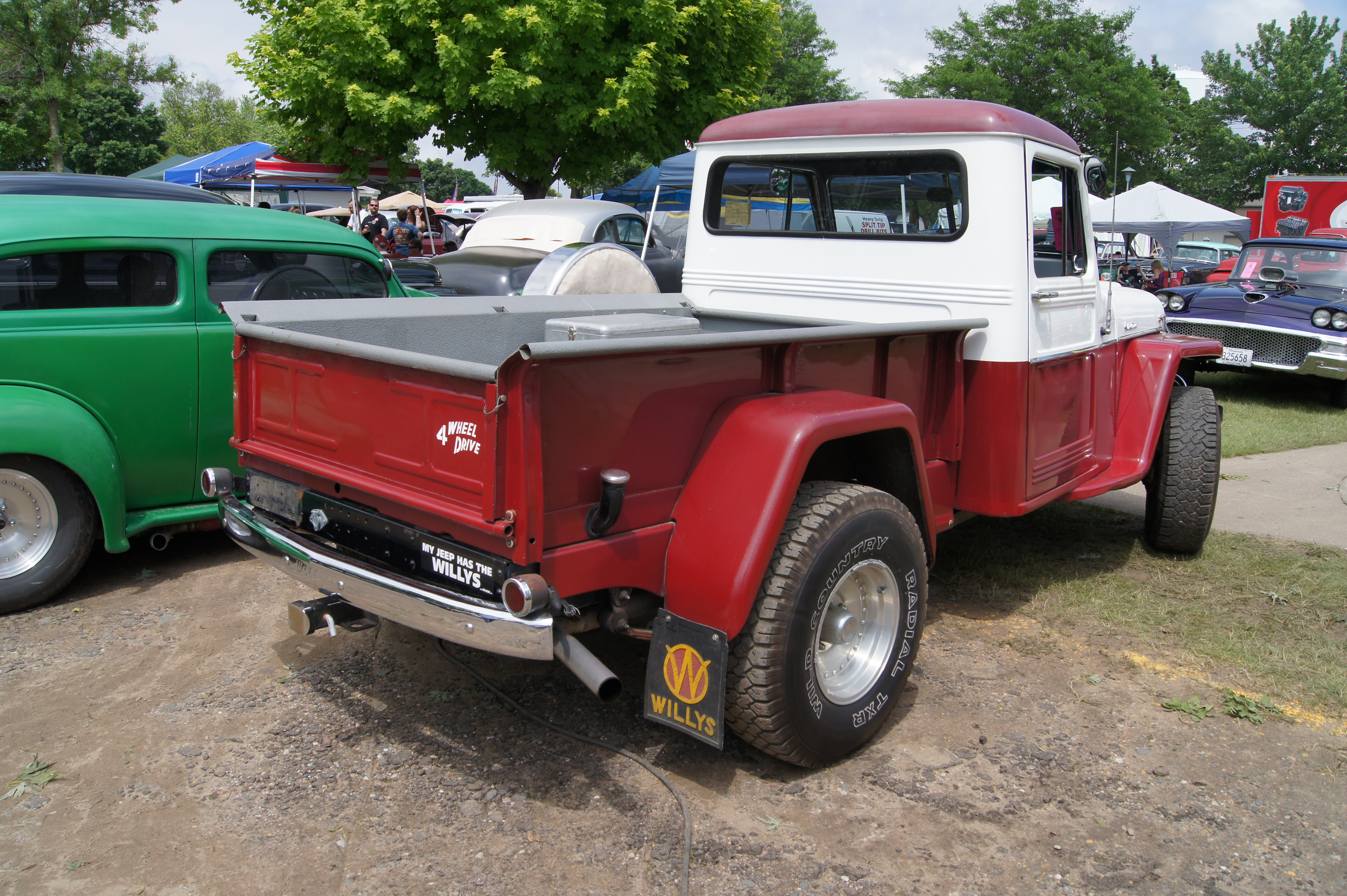
Willys Jeep Truck - tył

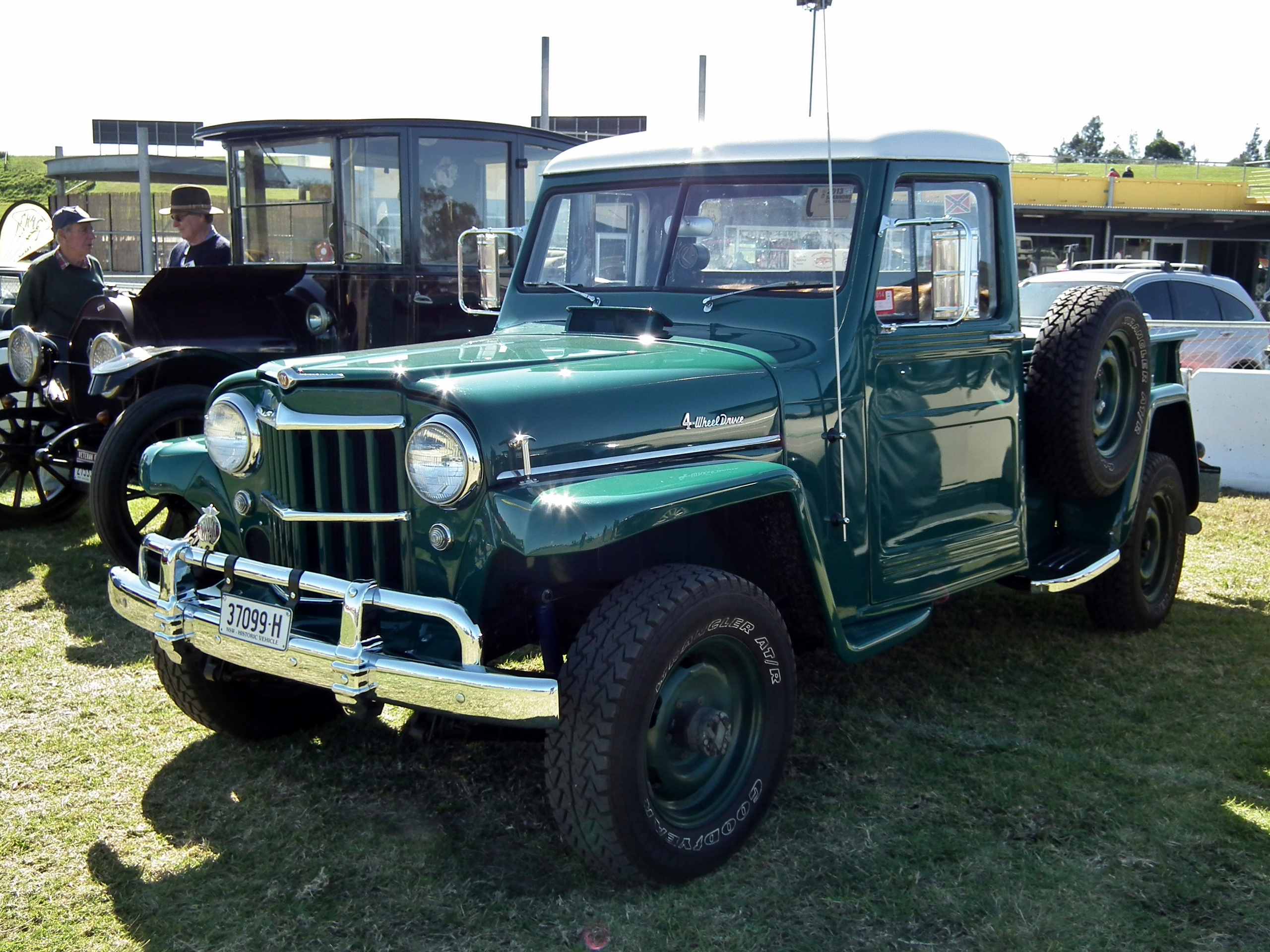
Willys Jeep Truck AWD

Po zakończeniu się II wojny światowej Willys-Overland zmienił profil działalności, koncentrując się zamiast na pojazdach wojskowych na samochodach o charakterze cywilnym. W 1947 roku zadebiutowała rodzina pokrewnych konstrukcji o charakterze łączącym wartości osoboe z użytkowymi: oprócz zabudowanego modelu Jeep Station Wagon, na jego bazie opracowany został także użytkowy wariant typu pickup.
Samochód oferowany był w bogatej linii wariantów, oferując nie tylko różne warianty kabiny pasażerskiej i długości nadwozia, ale i dwa typy napędu. Przenoszony był on zarówno na oś tylną, jak i na obie osie. Samochód liczne podzespoły mechaniczne współdzielił także z terenowym modelem Willys CJ.
Przedział transportowy Jeepa Truck był lakierowany w kolorze nadwozia, umożliwiając przetransportowanie towaru na powierzchni 2,5 metra kwadratowego. Łączna ładowność samochodu wynosiła ponad 1,4 tony. Podstawową jednostką napędową, którą napędzał samochód, był czterocylindrowy silnik benzynowy o mocy 63 KM typu L-head.

### Sprzedaż
Podczas trwającej 18 lat produkcji Willysa Jeep Truck, która w ostatnich 2 latach przypadła już na istnienie następującej po Willysie firmy Kaiser-Jeep, zakłady produkcyjne w Toledo opuściło łącznie ok. 200 tysięcy egzemplarzy użytkowo-osobowej półciężarówki.

### Silniki
- L4 2.2l Go-Devil
- L4 2.2l Hurricane
- L6 2.4l Supper Hurricane
- L6 3.6l Tornado